# Stasi
Het Ministerium für Staatssicherheit (vertaald: Ministerie voor Staatsveiligheid), gewoonlijk afgekort tot Stasi of MfS, was de binnenlandse veiligheidsdienst en inlichtingendienst in de Duitse Democratische Republiek (DDR).
Het hoofdkwartier van de Stasi bevond zich in de hoofdstad, Oost-Berlijn. Het hoofdcomplex stond in de wijk Lichtenberg en is tegenwoordig in gebruik als Stasi-Museum. Een aantal kleinere complexen was door de stad verspreid. Het ministerie beschikte ook over een eigen gevangeniscomplex in de wijk Alt-Hohenschönhausen en had de beschikking over diverse zorgvoorzieningen.
Naast de functie van veiligheidsdienst en inlichtingendienst werd het MfS ook ingezet voor de bewaking van overheidsgebouwen.
Ook de paspoortcontrole bij grensovergangen werd door een onderdeel van het MfS gedaan, door de Passkontrolleinheit (PKE).

## Geschiedenis
Na de oprichting van de DDR werd de Hauptverwaltung zum Schutz des Volkseigentums (het hoofdbeheer ter verdediging van het volkseigendom) opgericht. Daaruit ontstond op 8 februari 1950 het Ministerium für Staatssicherheit. Tussen 1953 en 1955 was de Staatssicherheitsdienst weer ondergeschikt aan het Innenministerium (ministerie van binnenlandse zaken).
De eerste leider was Wilhelm Zaisser (minister voor staatsveiligheid). Van 1955 tot 1957 was Ernst Wollweber leider. Deze werd in 1957 opgevolgd door Erich Mielke. Markus Wolf werd hoofd van de afdeling Inlichtingen (HVA, Hauptverwaltung Aufklärung). Dit was de sectie die zich toelegde op het inwinnen van buitenlandse inlichtingen. De opbouw van de Stasi was een kopie van de NKVD (voorloper van de KGB) in de Sovjet-Unie. De KGB zag de Stasi als loyale en efficiënte partner.
Eind 1989 werd het Ministerium für Staatssicherheit hernoemd tot Amt für Nationale Sicherheit (AfNS) en in 1990 werd het opgeheven. Van tevoren waren zeer veel documenten vernietigd. Deze actie heette Aktion Reisswolf. Hierdoor bleven veel medewerkers na die Wende buiten schot.
Op 3 oktober 1990 nam Joachim Gauck namens de bondsregering met de naar hem genoemde Gauck-Behörde de verantwoording voor de bewaring en behandeling van de resterende documentatie. Van deze documenten hadden er ongeveer 6 miljoen betrekking op personen. In december 1991 trad het Stasi-Unterlagen-Gesetz (de Stasi-documentenwet) in werking, dat slachtoffers van het voormalige regeringsapparaat sinds 1992 toegang verschaft tot hun dossiers. In 2000 werd Gauck opgevolgd door Marianne Birthler. De dienst heet sindsdien Birthler-Behörde.

## Invloed

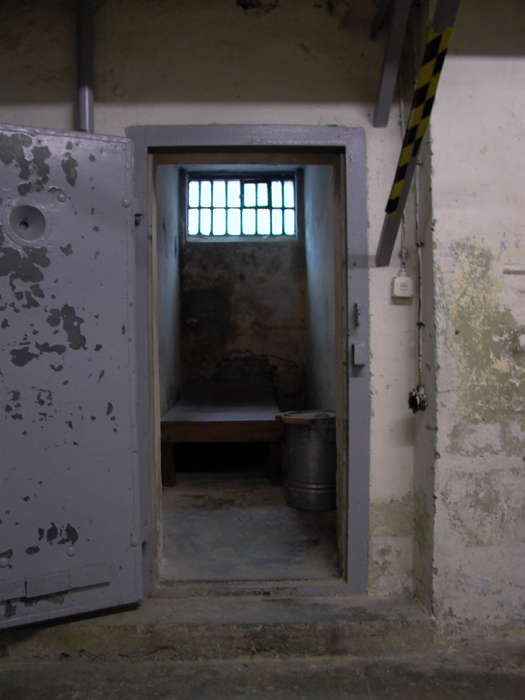
Cel in de Stasigevangenis in Hohenschönhausen

De Stasi had enorme invloed op bijna ieder aspect van het dagelijks leven in de DDR.
Tot het midden van de jaren 80 van de vorige eeuw groeide zowel binnen de DDR als in de Bondsrepubliek een netwerk van vrijwillige burgerinformanten, de Inoffizielle Mitarbeiter (IM). 
Men schat dat ten tijde van de ineenstorting van de DDR in 1989 de Stasi 91.000 voltijdse medewerkers had en 200.000 informanten. Dit betekent dat ongeveer 1 op de 50 inwoners van de DDR met de Stasi samenwerkte. Dit is vermoedelijk de hoogste infiltratie door een veiligheidsapparaat ooit. Ter vergelijking: bij de Gestapo werkten 40.000 medewerkers op een bevolking van 80 miljoen (1 op 2000) en bij de KGB 480.000 op een bevolking van 280 miljoen (1 op 583).
Vanaf de jaren zeventig maakte de Stasi op grote schaal gebruik van Zersetzung om het leven van politieke tegenstanders van de DDR te ontwrichten. In deze ontwrichting speelden de Inoffiziele Mitarbeiter een grote rol. Tegen personen werden tactieken gebruikt als het verspreiden van valse geruchten, chantage en het organiseren van mislukkingen in het beroeps- en privéleven. In oppositionele groepen werd getracht tweedracht te zaaien via infiltratie en door het stimuleren van onderlinge rivaliteit. De mensenrechtengroep Initiative für Frieden und Menschenrechte die aan de basis stond van Bündnis 90 bleek voor de helft uit Stasi-medewerkers te bestaan.

## Infiltratie in de literaire wereld
Na die Wende bleek dat de Oost-Duitse literaire wereld, ook de "Alternative Szene" in Berlijn, door de Stasi was geïnfiltreerd. De trendsettende dichter Sascha Anderson, die veel poëzie-bijeenkomsten organiseerde, werd in 1990 door de zanger Wolf Biermann als spion ontmaskerd. Biermanns mededeling werd met ongeloof ontvangen, maar bleek op waarheid te berusten.
Ook toonaangevende Oost-Duitse schrijvers als Heiner Müller, Christa Wolf en Stefan Heym bleken met de Stasi te hebben samengewerkt.
De omgang met de Stasi heeft de literatuur verrijkt. Wolfgang Hilbig schreef vanuit het perspectief van een Stasi-spion het boek Ich. Andreas Sinakowski schreef Das Verhör (in het Nederlands Na een lang rokend zwijgen, 1991) en van Christa Wolf verscheen Was bleibt, waarin zijzelf als slachtoffer van de Stasi wordt beschreven.

## Na de hereniging
Tijdens die Wende, de vreedzame revolutie van 1989, werden de Stasikantoren bestormd door woedende burgers, maar ook door de andere veiligheidsdiensten, waarvan bekend is dat zij materiaal gestolen en gesaboteerd hebben. Uit voorzorg vernietigden Stasi-officieren een grote hoeveelheid compromitterend materiaal. Alle personen over wie een dossier is aangelegd hebben het recht om dit in te zien bij de Bundesbeauftragte für die Stasi-Unterlagen. Vaak komen zij er dan achter dat vrienden, collega's, partners en familieleden regelmatig aan de Stasi rapporteerden.
Na de Duitse hereniging kwam naar boven dat de Stasi heimelijk linkse terreurgroepen als de Rote Armee Fraktion (RAF) had gesteund. Het verlies van deze steun was een belangrijke factor in het uiteenvallen van deze groepen.

## Bekende Stasi-leiders
- Erich Mielke
- Markus Wolf
- Ernst Wollweber
- Wilhelm Zaisser

## Bekende informanten
- Vic Allen
- Sascha Anderson
- Ibrahim Böhme
- William Borm
- Günter Guillaume (bespioneerde Bondskanselier Willy Brandt)
- James W. Hall
- Martin Kirchner, politicus
- Karl-Heinz Kurras (spion bij de politie van West-Berlijn)
- Robin Pearson
- Wolfgang Schnur
- Manfred Stolpe, politicus
- Christa Wolf, schrijfster

## Bekende werknemers

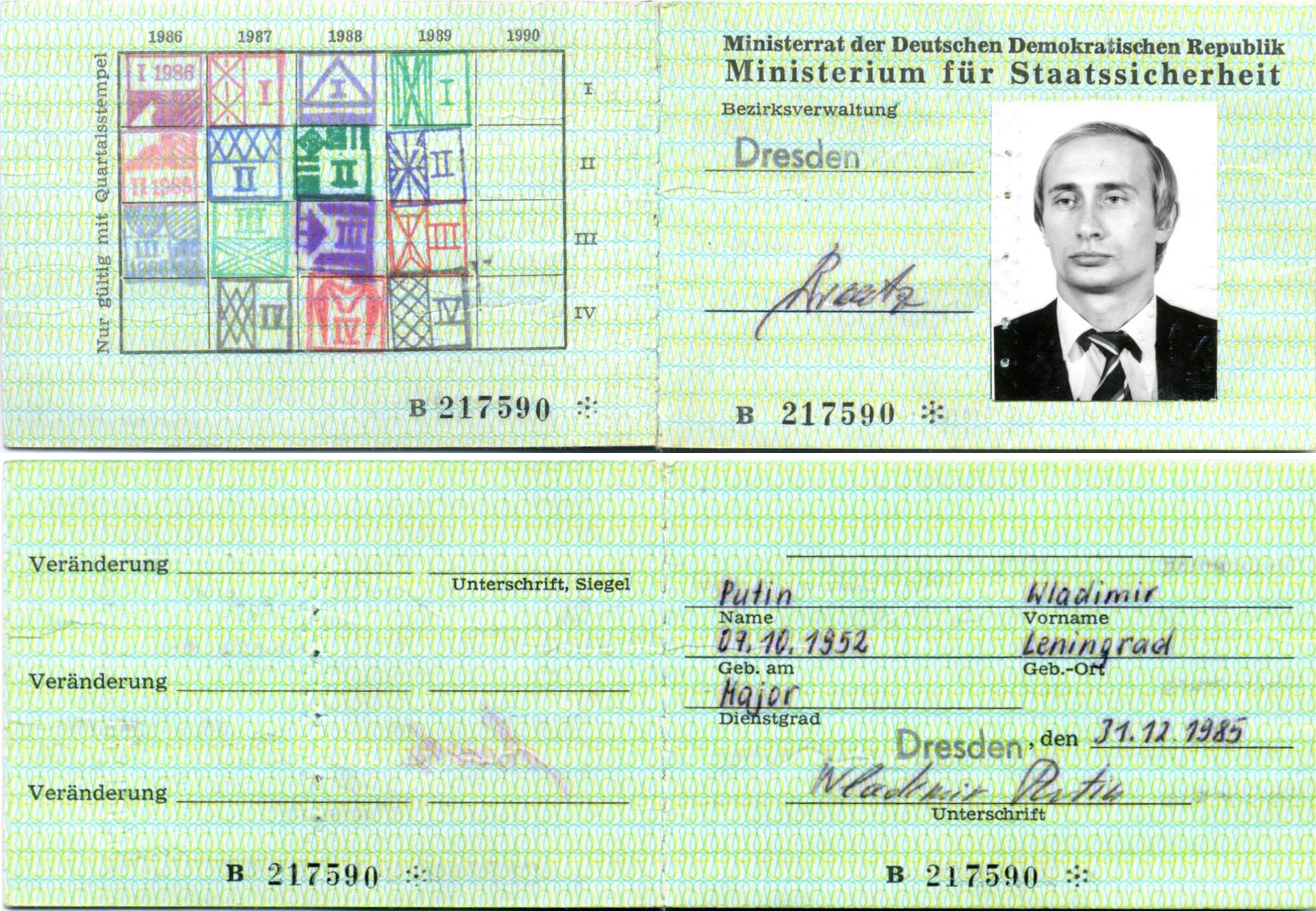
Stasi-Ausweis van Vladimir Poetin.

- Lutz Heilmann, later lid van de Bondsdag namens Die Linke

## Trivia
- In 2006 werd een film gemaakt (Das Leben der Anderen) over een Stasi-agent die een schrijver schaduwde.
- Methoden en praktijken van de Stasi worden ook beklemmend in beeld gebracht in de televisie-serie Weissensee (2013-2018).